# 암분

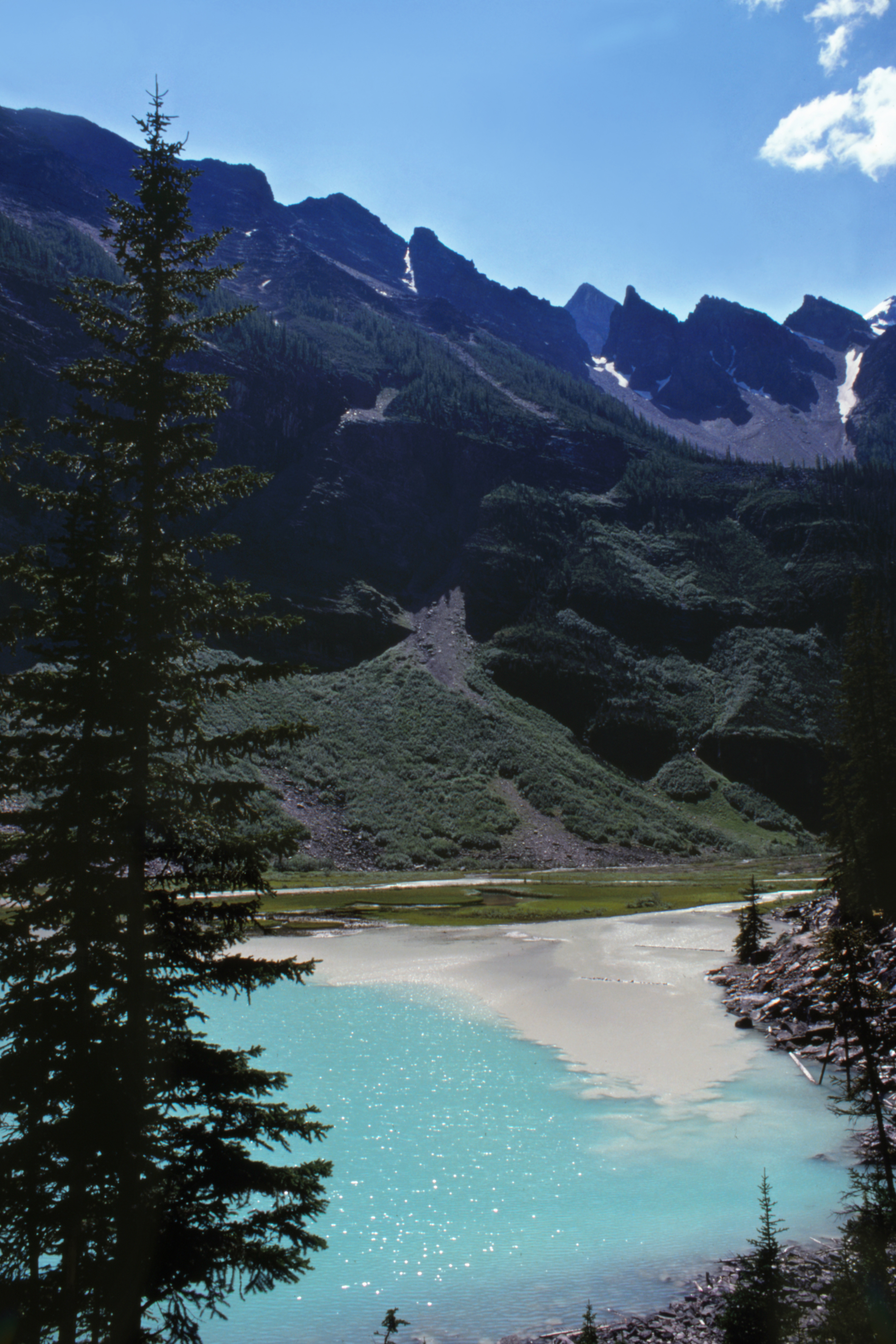
캐나다의 루이즈호

암분(岩粉)은 일반적으로 균등한 석영입자를 다소 함유하며, 소성이 거의 없는 무기질 실트이다.
빙하 침식에 의해 기반암을 기계적으로 분쇄하거나 비슷한 크기로 인공 분쇄하여 생성된 세립의 미사 크기의 암석 입자로 구성된다. 물질이 매우 작기 때문에 녹은 물에 현탁되어 물이 흐려 보이는데, 이는 때때로 빙하 유탁수(glacial milk)로 알려져 있다.
퇴적물이 강에 들어가면 강의 색이 회색, 밝은 갈색, 무지개 빛깔의 청록색 또는 유백색으로 변한다. 강이 빙하호로 흘러 들어가면 그 결과 호수가 청록색으로 보일 수 있다. 밀가루의 흐름이 광범위할 때, 눈이 녹고 폭우 기간 동안 빙하에서 나오는 물의 흐름이 증가하여 흐름이 확장됨에 따라 다른 색상의 뚜렷한 층이 호수로 흐르고 흩어지고 침전되기 시작한다. 이러한 현상의 예는 뉴질랜드의 푸카키 호수와 테카포 호수, 캐나다의 루이스 호수, 모레인 호수, 에메랄드 호수, 페이토 호수, 노르웨이의 젠데 호수, 칠레의 여러 호수(Nordenskjöld 및 Pehoé)에서 볼 수 있다. 토레스 델 파이네 국립공원과 워싱턴주 캐스케이드 산맥의 많은 호수(디아블로 호수, 협곡 호수, 블랑카 호수 포함)에서도 볼 수 있다.

## 같이 보기
- 규조토
- 유기농
- 인광석